# Desfile do Dia da Vitória em Moscou em 2001

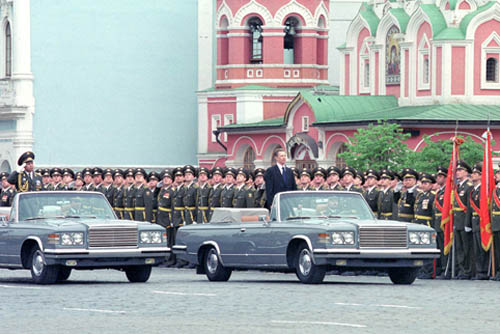
O ministro da Defesa, Sergei Ivanov, inspecionando as tropas do desfile.

O Desfile da Vitória de Moscou em 2001 (em russo: Парад Победы, tr. Parad Pobedy) foi um desfile militar realizado em 9 de maio de 2001 para comemorar 56º aniversário da vitória soviética sobre a Alemanha Nazista na Grande Guerra Patriótica. O desfile foi comandado pelo comandante interino do Distrito Militar de Moscou, Coronel General Nikolai Makarov, e inspecionado pelo Ministro da Defesa Sergei Ivanov.
A Orquestra Central da Guarnição de Moscou, sob a direção do Tenente-General Viktor Afanasyev tocou as músicas do defile.
Este foi o primeiro desfile a ser inspecionado por um civil no cargo de ministro da defesa 
Neste desfile foi a primeira vez que o Hino Nacional da Federação Russa, com instrumental soviético, foi tocado desde a última apresentação do hino no desfile de 1990.

## Formações do desfile
Seguindo o carro que transportou o comandante do desfile, o coronel general Nikolai Makarov, o desfile seguiu a seguinte ordem:
- Corpo de Tambores da Escola Militar de Música de Moscou
- 154º Regimento de Comandantes Independentes Preobrazhensky
- Unidades Históricas
- Academias Militares
- Tropas do Ministério dos Assuntos Internos

## Música
Inspeção e Endereço
- Pot-pourri da Marcha do Regimento Preobrazhensky (Марш Преображенского Полка) e Marcha Lenta das Escolas de Oficiais (Встречный Марш офицерских училищ) a última de autoria de Semyon Tchernetsky
- Jubileu Marcha Lenta "25 Anos do Exército Vermelho" (Юбилейный встречный марш "25 лет РККА) por Semyon Tchernetsky
- Marcha Lenta dos Tanquistas (Встречный Марш Танкистов) por Semyon Tchernetsky
- Marcha Lenta dos Guardas da Marinha (Гвардейский Встречный Марш Военно-Морского Флота) por Nikolai Pavlocich Ivanov-Radkevich
- Marcha Lenta das Escolas de Oficiais (Встречный Марш офицерских училищ) por Semyon Tchernetsky
- Marcha Lenta (Встречный Марш) por Dmitry Pertsev
- Marcha Lenta do Exército Vermelho (Встречный Марш Красной Армии) por Semyon Tchernetsky
- Marcha do Regimento Preobrazhensky (Марш Преображенского Полка)
- Jubileu Marcha Lenta "25 Anos do Exército Vermelho" (Юбилейный встречный марш "25 лет РККА) por Semyon Tchernetsky
- Marcha Lenta dos Tanquistas (Встречный Марш Танкистов) por Semyon Tchernetsky
- Marcha Lenta dos Guardas da Marinha (Гвардейский Встречный Марш Военно-Морского Флота) por Nikolai Pavlocich Ivanov-Radkevich
- Marcha Lenta das Escolas de Oficiais (Встречный Марш офицерских училищ) por Semyon Tchernetsky
- Marcha Lenta (Встречный Марш) por Dmitry Pertsev
- Marcha Lenta do Exército Vermelho (Встречный Марш Красной Армии) por Semyon Tchernetsky
- Marcha do Regimento Preobrazhensky (Марш Преображенского Полка)
- Glória (Славься) por Mikhail Glinka
- Fanfarra de Desfile Todos Ouçam! (Парадная Фанфара «Слушайте все!») por Andrei Golovin
- Hino Nacional da Federação Russa (Государственный Гимн Российской Федерации) por Alexander Alexandrov
- Fanfarra (Фанфара)

Colunas de Infantaria
- Marcha Vitória (Марш Победа) por Albert Mikhailovich Arutyunov
- Em Defesa da Pátria (В защиту Родины) por Viktor Sergeyevich Runov
- Em Guarda pela Paz (На страже Мира) por Boris Alexandrovich Diev
- Marcha de Combate (Строевой Марш) por Dmitry Illarionovich Pertsev
- Marcha Aérea (Авиамарш) por Yuliy Abramovich Khait
- Precisamos de uma vitória (Нам Нужна Одна Победа) por Bulat Shalvovich Okudzhava
- Nós Somos o Exército do Povo (Мы Армия Народа) por Georgy Viktorovich Mavsesya
- Marcha Esportiva (Спортивный Марш) por Valentin Volkov
- V Put (В Путь) por Vasily Pavlovich Solovyov-Sedoy
- Dia da Vitória (День Победы) por David Fyodorovich Tukhmanov

Conclusão
- Invencível e Lendário (Песня о Российской Армии) por Alexandr Alexandrov
- Marcha Desfile (Марш Парад) por Semyon Tchernetsky
- Em Defesa da Pátria (В защиту Родины) por Viktor Sergeyevich Runov
- Em Guarda pela Paz (На страже Мира) por Boris Alexandrovich Diev
- Em Defesa da Pátria (В защиту Родины) por Viktor Sergeyevich Runov (repetir)
- Em Guarda pela Paz (На страже Мира) por Boris Alexandrovich Diev (repetir)
- Precisamos de Uma Vitória (Нам Нужна Одна Победа) por Bulat Shalvovich Okudzhava

## Galeria

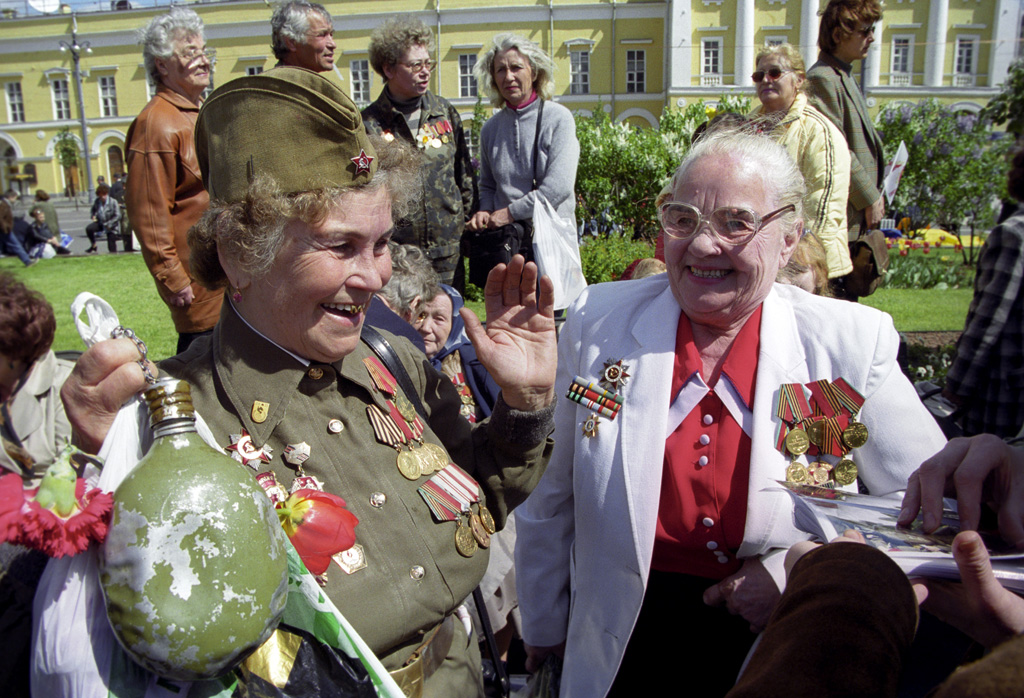
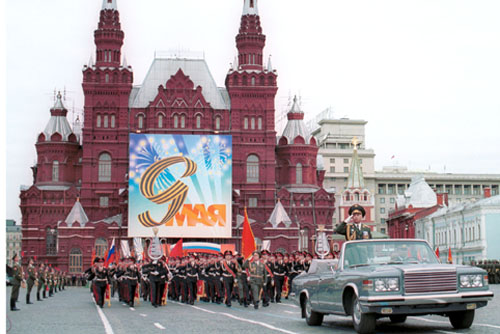
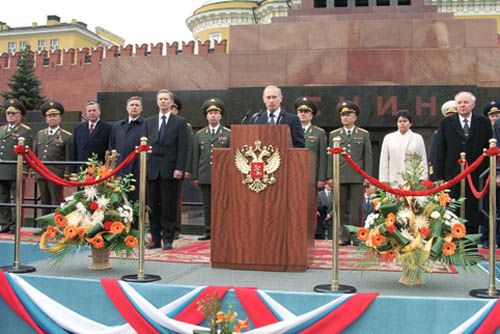
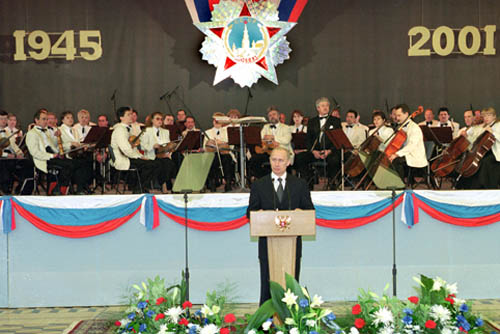
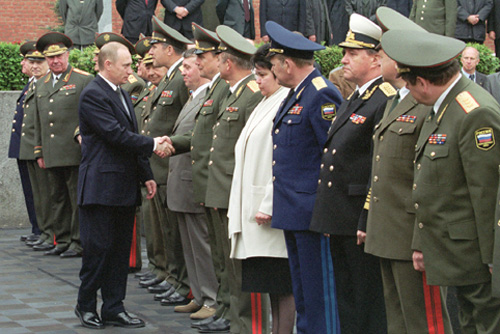
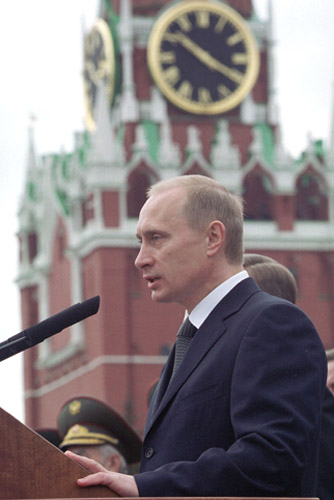